# Cape Schanck (del av en befolkad plats)
Cape Schanck är en del av en befolkad plats i Australien. Den ligger i kommunen Mornington Peninsula och delstaten Victoria, omkring 72 kilometer söder om delstatshuvudstaden Melbourne. Antalet invånare är 362.
Närmaste större samhälle är Rosebud, omkring 12 kilometer norr om Cape Schanck.